# فلونیترازپام
فلونیترازپام (به انگلیسی: Flunitrazepam) که همچنین تحت نام روهیپنول (به انگلیسی: Rohypnol) یا در فرهنگ عامیانه به عنوان داروی تجاوز جنسی نیز شناخته می‌شود، نوعی بنزودیازپین متوسط است که عموماً به عنوان داروی مخدر به‌خاطر اثرات خواب‌آور، آرامش‌بخش، ضد تشنج، ضداضطراب و شل‌کننده عضلانی مورد استفاده قرار می‌گیرد. به صورت کلی تجویز پزشکی این دارو همیشه در مقدار بسیار کوچک و موقتی فقط برای بیماران بستری در بیمارستان‌ها و برای مقصودهای خواب‌آور برای مبارزه با بی‌خوابی مزمن یا شدید و انجام می‌گیرد. این دارو یکی از مؤثرترین داروهای خواب‌آور در ردهٔ بنزودیازپین براساس دوز در نظر گرفته می‌شود. «اوردوز» یا مصرف بیش از حد این دارو باعث ایجاد اختلالات شدید حافظه‌ای و در نتیجه فراموشی می‌شود، به همین دلیل این دارو در بازار سیاه و فرهنگ عامیانه تحت نام داروی تجاوز جنسی شناخته می‌شود؛ در بیشتر این موارد قرص این دارو در نوشیدنی قربانی حل می‌شود و پس از آن فرد مجرم یا مهاجم اقدام به اعمال از پیش درنظرگرفته‌اش می‌کند و قربانی عمدتاً هیچ حافظه‌ای از این اعمال نخواهد داشت.

## مصارف
این دارو همانند سایر داروهای دسته بنزودیازپین «تحمل دارویی» ایجاد می‌کند، به‌طوری‌که استفادهٔ مزمن از آن باعث وابستگی شده و عدم استفاده از آن موجب سندرم ترک می‌گردد. تأثیر فلونیترازپام حدوداً ۲۰–۱۵ دقیقه پس از استفاده از راه دهانی شروع شده و تا ۴۷ ساعت ادامه خواهد داشت. اثرات خفیف آن ممکن است حتی تا ۱۲ ساعت پس از استفاده نیز باقی بماند. این دارو به صورت قرص‌های ۱ و ۵ میلی‌گرمی وجود دارد که فوراً اثرات خواب‌آور، آرامش‌بخش، 
، ضداضطراب و 
را در بر دارد. مصرف بیش از حد آن افت فشار خون، اختلال حواس، گیجی، اختلالات بینایی، فراموشی، بیماری‌های گوارشی و احتباس ادرار را در پی دارد و حتی در برخی موارد در صورت عدم پشتیبانی بدن، یا وجود دستگاه ایمنی ضعیف فرد مصرف‌کننده، موجب مرگ سریع می‌شود. مخلوط کردن این قرص با الکل باعث مسمویت شده و خطر مرگ را افزایش می‌دهد. این قرص‌ها در بازار سیاه تحت عنوان «روهیپنول» بین ۱ تا ۵ دلار برای هر گرم فروخته می‌شود.

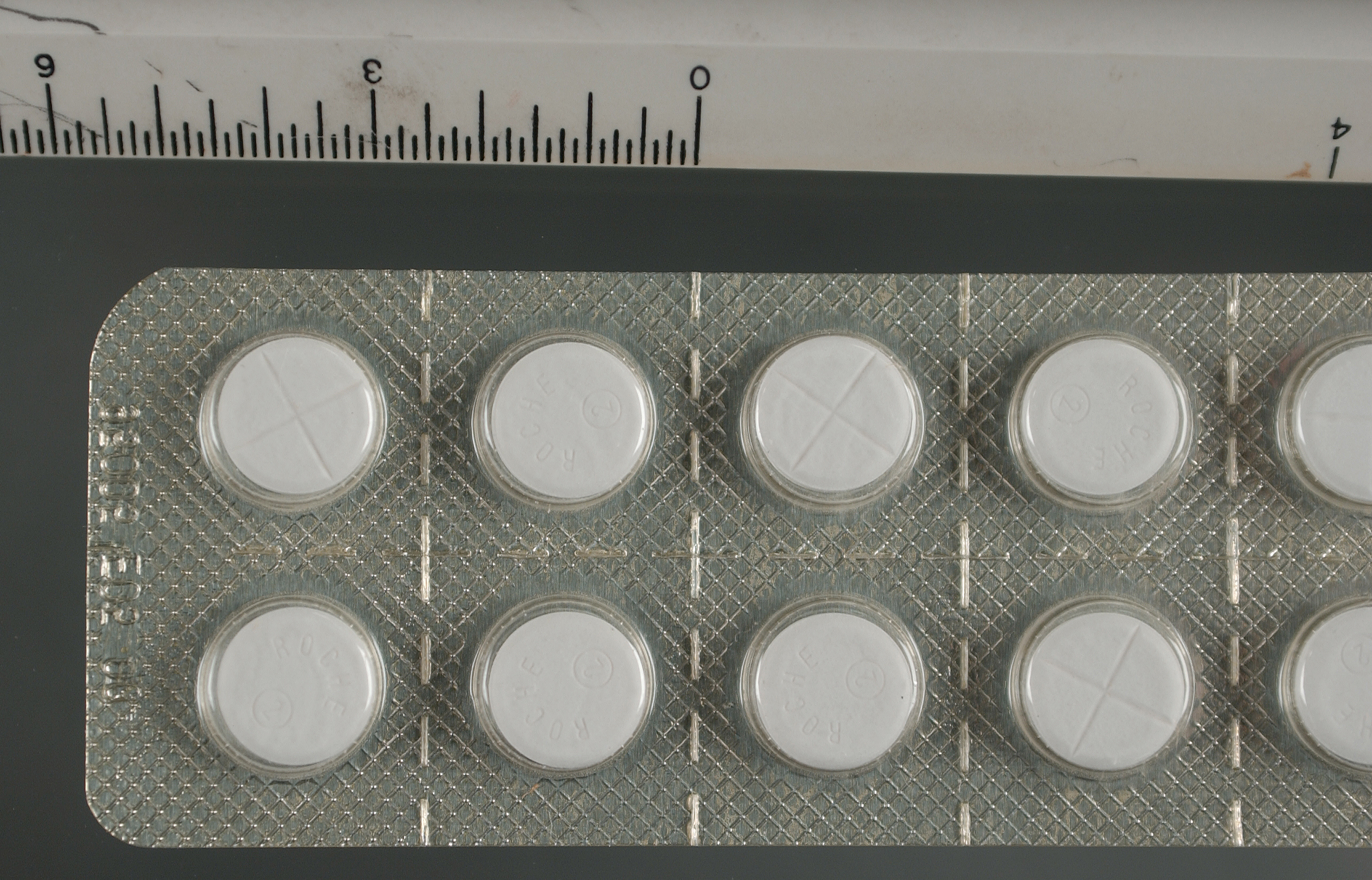
قرص‌های ۱ گرمی روهیپنول

### خودکشی
در پی مطالعاتی در سوئد، فلونیترازیپام دومین داروی رایج برای استفاده در خودکشی بود، که در حدود 16٪ از موارد پیدا شد. در این مطالعه در بین اجساد 1587 فرد 159 مورد آن‌ها داروهای ردهٔ بنزودیازپین پیدا شد. در ۴ تن از این افراد استفاده از بنزودیازپین تنها علت مرگ بودند. در این میان نتیجه‌گیری شد که فلونیترازیپام و نیترازپام سمی‌ترین داروهای ردهٔ بنزودیازپین هستند.

### تجاوز جنسی
فلونیترازیپام بیشتر به خاطر تأثیر خاص‌اش برای ایجاد فراموشی شناخته شده‌است و اگر اندازهٔ دوز از اندازهٔ معینی بالاتر برود، فرد هیچ نوع خاطره‌ای بعد از به‌هوش آمدن نخواهد داشت. در موارد تجاوز جنسی قربانیان قادر به یاددآوری جزییات یا تمام حادثه نخواهند بود. در سال‌های گذشته بازیافت این ماده برای اثبات تجاوز جنسی بعد از ۷۲ ساعت تقریباً غیرممکن بود زیرا تست‌های انجام شده، عمدتاً به صورت نمونهٔ ادرار انجام می‌شدند. اما در سال‌های اخیر دانشمندان قادر به تشخیص این ماده در ادرار انسان بعد از ۵ روز و در موی انسان بعد از گذشت ۱ ماه هستند. مصرف الکل با این دارو موجب به وجود آمدن تشنج می‌شود و در بیشتر موارد به اثرات این دارو سرعت می‌بخشد. قرص‌های روهیپنول به صورت دوز ۱ گرم برای استفادهٔ شخصی در کشورهای مختلف موجود است.
توضیحات بیشتر